# Lê Tự Đồng
Lê Tự Đồng, tên thật là Lê Tự Đắc (1920–2011) là một tướng lĩnh, sĩ quan cấp cao, quân hàm Trung tướng Quân đội nhân dân Việt Nam, nguyên Phó Giám đốc về Chính trị Học viện Quân sự cấp cao (nay là Học viện Quốc phòng), Chính ủy kiêm Bí thư Quân khu ủy Quân khu 4, Tư lệnh – Chính ủy kiêm Bí thư đảng ủy Quân khu Trị Thiên, Chính ủy Mặt trận B5.Đại biểu Quốc hội khóa 6, Bí thư Tỉnh ủy Thừa Thiên.

## Thân thế
Quê ở làng Kim Long, TP Huế, tỉnh Thừa Thiên – Huế. Ông là con thứ 3 trong một gia đình có 5 chị em.
Cha ông là viên chức sở canh nông, mất sớm. Một mình mẹ ông tần tảo làm ruộng, buôn bán nuôi các con và mất vào năm 1947.
Anh ông là ông Lê Tự Nhiên sớm tham gia các hoạt động cách mạng sau này từng giữ các chức vụ Ủy viên thường vụ Thành ủy Sài Gòn–Chợ Lớn, rồi Ủy viên thường vụ khu ủy Trị Thiên rồi hy sinh.

## Sự nghiệp
Trong cách mạng tháng 8 năm 1945, ông là Ủy viên Ban khởi nghĩa phụ trách công tác binh vận. Nhờ ông Tôn Quang Phiệt, một trí thức yêu nước có uy tín, ông đã liên hệ được với ông Phan Tử Lăng (sau này là Đại tá) chỉ huy trưởng bảo an Trung Kỳ của chính phủ Trần Trọng Kim. Ông cử người vào các đồn bảo an vận động binh lính. Đồng thời bộ phận binh vận dưới sự lãnh đạo của ông đã đặt cơ sở và cách mạng hóa được nhiều học viên của Trường thanh niên tiền tuyến một trường mà học viên toàn những trí thức, con em của quan lại nhà Nguyễn do chính phủ Trần Trọng Kim mở ra. Khi cách mạng tháng 8 nổ ra sinh viên của trường này đã góp phần không nhỏ cho khởi nghĩa giành chính quyền tại thành phố Huế mà nhiều người trong số đó đã trở thành những tướng lĩnh của Quân đội: Phan Hàm, Phan Hạo, Đoàn Huyên, Võ Quang Hồ, Mai Xuân Tần, Cao Văn Khánh...
Cách mạng tháng 8 thành công, ông được bầu vào Ủy ban Nhân dân cách mạng lâm thời Thừa Thiên phụ trách quân sự.
Ngay sau khi cách mạng thành công, ông nhận nhiệm vụ quan trọng là tổ chức đưa Hoàng thân Suphanuvong từ Huế về Lào trực tiếp chỉ đạo cách mạng Lào.
Ngày 15 tháng 10 năm 1945, Khu 4 được thành lập do các ông Lê Thiết Hùng (Thiếu tướng) rồi Nguyễn Sơn (Thiếu tướng) thay nhau làm khu trưởng, ông Trần Văn Quang (Thượng tướng) làm Chính ủy, ông được phân công nhiệm vụ đặc phái viên quân sự ở Huế. Kháng chiến toàn quốc bùng nổ, ông tham gia chỉ huy và chiến đấu ở mặt trận Huế trên cương vị Chính ủy Trung đoàn 101 Trần Cao Vân là đơn vị chủ lực của Huế.
Tháng 11 năm 1947, mặt trận Huế bị vỡ do tương quan lực lượng giữa QĐNDVN và Pháp quá chênh lệch, ông cùng Trung đoàn rút về chiến khu Hòa Mỹ và là lực lượng chủ chốt xây dựng và củng cố vùng chiến khu sau đó ông ra Thanh Hóa theo học ở Trường Quân chính liên khu.
Đầu năm 1948, sau khóa học, ông được phân công về làm Chính ủy Trung đoàn 77 Thanh Hóa do ông Hùng Sơn làm Trung đoàn trường (sau này là Thiếu tướng).
Sau đó, ông được cử tham gia Đoàn đại biểu quân sự Liên khu 4 do Chính ủy Trần Văn Quang làm trưởng đoàn, ra Việt Bắc dự hội nghị rèn cán chỉnh quân rồi được cử ở lại học một khóa quân sự tại Thái Nguyên, sau dời lên Tam Đảo do 2 ông Trần Tử Bình và Lê Thiết Hùng phụ trách.
Sau đó ông vượt sông Hồng, qua Hà Đông vào Thanh Hóa nhận nhiệm vụ ở Khu 4. Ông được Tư lệnh Quân khu Nguyễn Sơn phân công giữ chức vụ Chính trị viên Phân khu Bình Trị Thiên Liên khu 4, Tỉnh đội Thừa Thiên Huế kiêm Chính ủy Trung đoàn 101.
Mùa xuân 1950, thực hiện chủ trương của cấp trên, 2 trung đoàn 95 và 101 vào hoạt động ở vùng sâu Quảng Điền. Để chỉ huy thống nhất 2 đơn vị, Bộ chỉ huy Phân khu Bình Trị Thiên chỉ định ông Lê Bá Vận làm Chỉ huy trưởng, ông làm Chính ủy.
Sau đó Trung đoàn 101 được giao nhiệm vụ vừa chủ động tác chiến bảo vệ mùa màng. Cụ thể là "công đồn diện viện" nhằm phá vỡ một mảng trong hệ thống đồn bốt Pháp nhằm đẩy mạnh phong trào kháng chiến, lấn sát vào thành phố Huế.
Trung đoàn 101 và 95 cùng các đơn vị khác thống nhất thành Đại đoàn Bình Trị Thiên (đại đoàn 325).
Tháng 7 năm 1953, ông được cử giữ chức Phó Chính ủy F325. Sau đó, tháng 1 năm 1955, ông được cử giữ chức Chính ủy Đại đoàn 316.
Tập kết ra Bắc, ông được cử sang học ở Học viện Quân chính Lê-nin từ năm 1956 đến năm 1961 cùng các ông Đặng Vũ Hiệp, Vũ Chí Đạo...
Sau khi về nước ông là chủ nhiệm khoa của Học viện quân chính, Chính ủy Trường sĩ quan Lục quân ở Sơn Tây (1961–1967) 
Tháng 9 năm 1968 là Phó Chính ủy Quân khu Hữu Ngạn.
Cuối năm 1968 ông vượt sông Bến Hải vào Chiến trường Trị Thiên giữ chức vụ Phó Chính ủy Quân khu 4 kiêm Chính ủy Mặt trận B5.
Trong chiến dịch Đường 9 Nam Lào (mặt trận 702), ông cùng đô đốc Giáp Văn Cương được giao phụ trách trực tiếp hướng Nam.
Sau chiến dịch Quảng Trị, tháng 12 năm 1972 ông được phân công làm Chính ủy kiêm Bí thư Quân khu ủy Quân khu Trị Thiên.
Từ năm 1974 đến 1975, ông được phân công giữ chức Tư lệnh kiêm Chính ủy Quân khu Trị Thiên, kiêm Bí thư Khu ủy
Sau ngày 30 tháng 4 năm 1975, ông được cử giữ chức vụ Bí thư tỉnh ủy Thừa Thiên.
Rồi cho đến 1976, được điều ra giữ chức vụ Chính ủy Bí thư Quân khu ủy Quân khu 4.
Đến năm 1977 thì được điều ra Hà Nội làm Phó Giám đốc Học viện Quân sự cấp cao
Năm 1990, ông về hưu.
Thiếu tướng (1974), Trung tướng (1982).

## Khen thưởng
- Huân chương Hồ Chí Minh;[1]
- Huân chương Quân công hạng nhất;[1]
- Huân chương Chiến thắng hạng nhất;[1]
- Huân chương Chiến công hạng nhất;[1]
- Huân chương Chiến công giải phóng hạng nhất, nhì;[1]
- Huân chương Kháng chiến chống Mỹ, cứu nước hạng nhất;[1]
- Huân chương Chiến sĩ giải phóng hạng nhì, ba;[1]
- Huân chương Chiến sĩ vẻ vang hạng nhất, nhì, ba;[1]
- Huy chương Quân kỳ quyết thắng; Huy chương Vì thế hệ trẻ;[1]
- Huân chương Chiến thắng Môn-ca-đa do Nhà nước  Cu-ba tặng;[1]
- Huy hiệu 70 năm tuổi Đảng[1]